# Little Brother (Film)
Little Brother ist ein Filmdrama von Sheridan O’Donnell. In dem Film spielen Daniel Diemer und Philip Ettinger Brüder, die sich gemeinsam auf den Weg von Albuquerque nach Seattle machen, wohin der jüngere Bruder seinen älteren Bruder nach mehreren Selbstmordversuchen nach Hause zu seiner Familie bringen soll. Die Premiere von Little Brother erfolgte im April 2023 beim Atlanta Film Festival, wo der Film mit dem Publikumspreis ausgezeichnet wurde.

## Handlung
Jake und sein Bruder Pete machen sich in einen kaputten Lieferwagen auf den Weg von Albuquerque nach Seattle. Pete hat gerade zum x-ten Mal einen Selbstmordversuch unternommen und seine besorgten Eltern Warren und Gail haben Jake überredet, Pete zu ihnen zurück nach Hause zu holen. Auf ihrem 1.400 Meilen langen Weg machen sie im Arches-Nationalpark und an den Perrine Coulee Falls Halt.

## Produktion

### Filmstab und Besetzung
Bei Little Brother handelt es sich um Sheridan O’Donnells Spielfilmdebüt. Der Film, bei dem er Regie führte und das Drehbuch schrieb, ist von persönlichen Erfahrungen inspiriert, in erster Linie von dem Selbstmord eines guten Freundes, zum anderen von dem Selbstmordversuch eines Familienmitglieds, bei dem ebenfalls eine bipolare Störung diagnostiziert wurde.

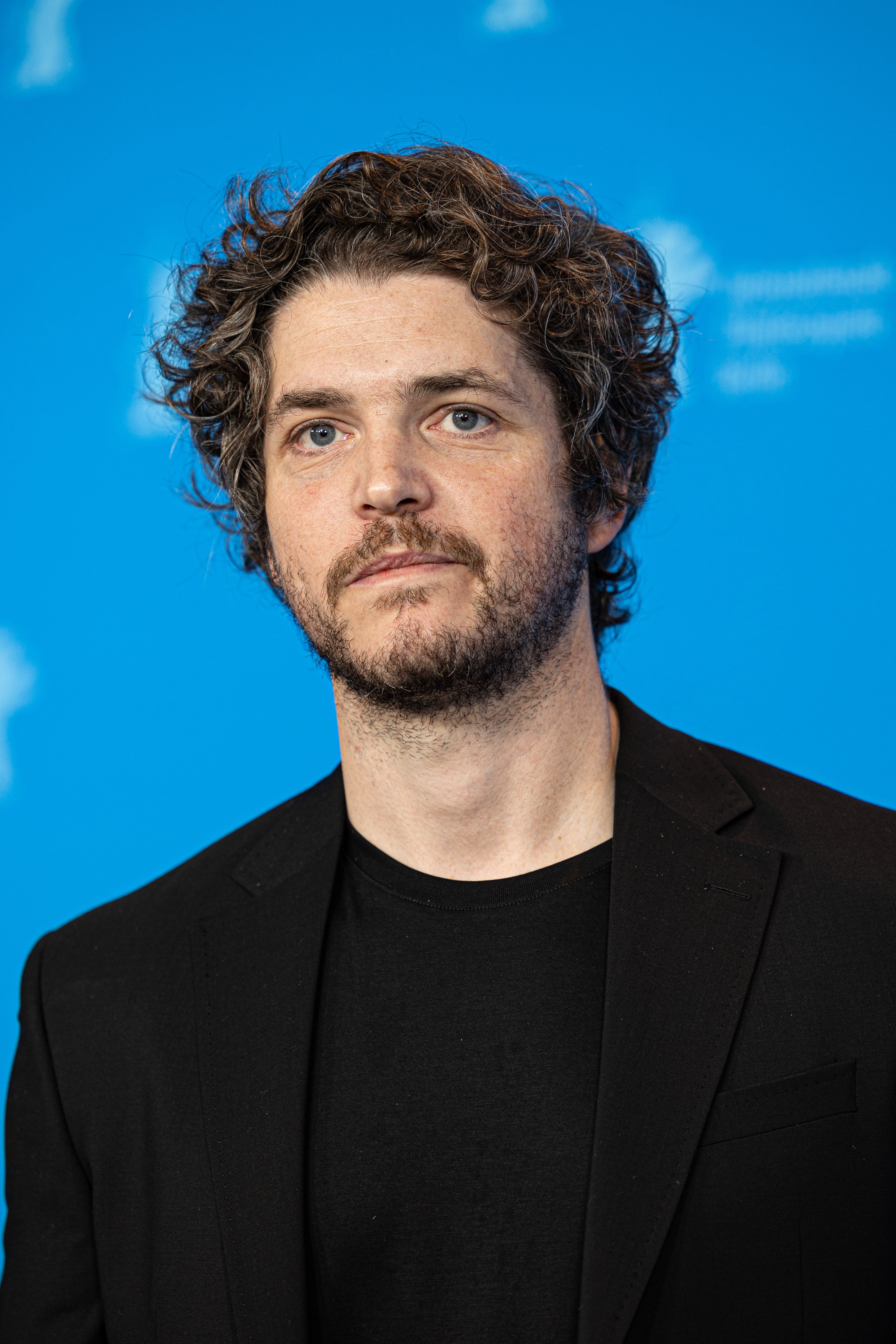
Philip Ettinger spielt Pete

Daniel Diemer, der in der Filmkomödie Nur die halbe Geschichte von Alice Wu in der männlichen Hauptrolle als Paul Munsky zu sehen war, spielt Jake und Philip Ettinger, bekannt für seine Rolle eines suizidalen Umweltaktivisten in Paul Schraders First Reformed, seinen älteren Bruder Pete. Oscar-Preisträger J. K. Simmons spielt ihren Vater Warren und Polly Draper ihre Mutter Gail. In einer weiteren Rolle ist Natsuko Ohama zu sehen.

### Dreharbeiten
Im Januar 2020 wurde bei O’Donnell Retinopathia pigmentosa diagnostiziert, eine seltene degenerative Augenerkrankung, die langsam zur Erblindung führt. Nachdem er sich überlegte, das Filmemachen aufzugeben, entschloss er sich, nachdem er erfahren hatte, dass der völlig erblindete New Yorker Filmemacher Rodney Evans trotz dieser Einschränkung zwanzig Jahre lang Filme drehte, dies nicht zu tun.
Für die Dreharbeiten stellte O’Donnell das Drehbuch zum Lesen auf einem iPad mit invertierten Farben dar. Kameramann Conor Murphy war zuletzt für mehrere Kurzfilme, den Horrorfilm The Witch Next Door und die Tragikomödie Susie Searches tätig.

### Filmmusik und Veröffentlichung
Die Filmmusik komponierte Matthew Compton, der zuletzt für den Film Palm Springs und die Fernsehserie Digman! tätig war.
Die Premiere des Films erfolgte am 23. April 2023 beim Atlanta Film Festival. Ende September 2023 wurde er beim Calgary International Film Festival gezeigt.

## Auszeichnungen
Atlanta Film Festival 2023
- Auszeichnung mit dem Publikumspreis[6]

Next Generation Indie Film Awards 2023
- Nominierung für das Beste Drehbuch (Sheridan O’Donnell)
- Nominierung als Bester Hauptdarsteller (Philip Ettinger)
- Nominierung als Bester Nebendarsteller (J. K. Simmons)
- Nominierung für die Beste Kamera (Conor Murphy)[7]